# ファウストの劫罰

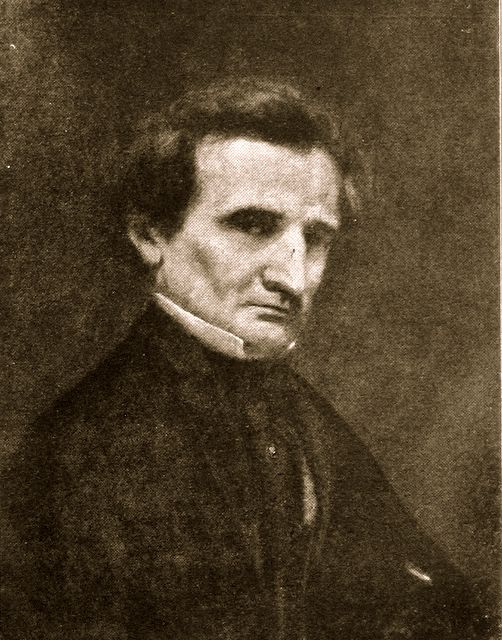
ギュスターヴ・クールベによる肖像画

『ファウストの劫罰』（ファウストのごうばつ、フランス語：légende dramatique "La damnation de Faust" ）は、フランスの作曲家エクトル・ベルリオーズが作曲した作品。オーケストラに声楽、合唱が加わる大作であり、ベルリオーズの代表作の1つで、劇的物語『ファウストの劫罰』と言われている。ドイツの文豪ゲーテの代表作『ファウスト』から着想を得ている。
フランス語による台本は、ジェラール・ド・ネルヴァル、 アルミール・ガンドニエールとベルリオーズによる。

## 作曲の経緯

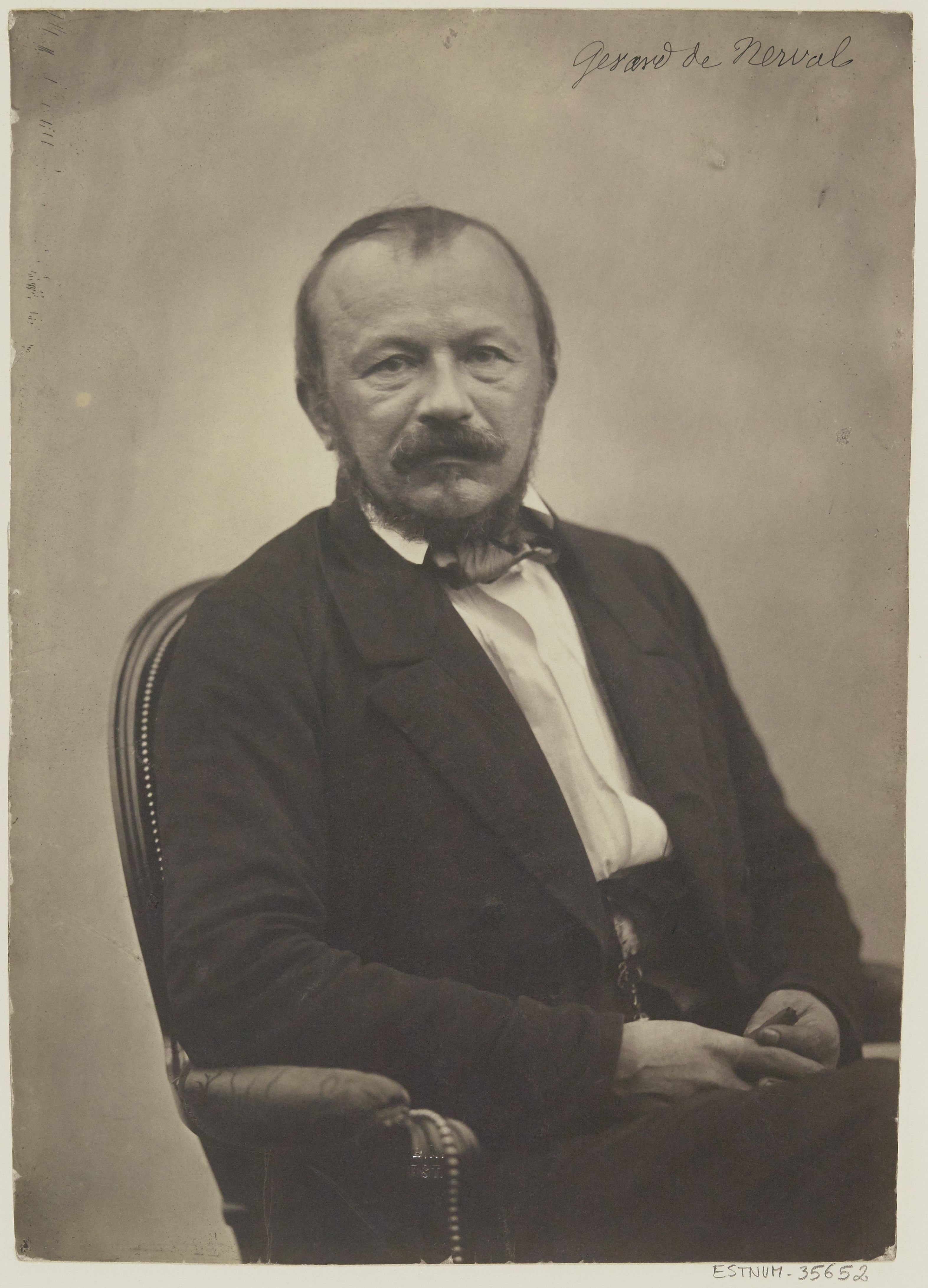
ネルヴァル

1824年頃、ベルリオーズは『ファウスト』のフランス語訳を購入した。たちまち『ファウスト』の虜になったベルリオーズは「この素晴らしい本は、最初から私を魅了した。あらゆる機会に読み漁った。そして、これを音楽にしようと決心した。」と回想している。夢中になった勢いで『ファウストからの八つの情景』を作曲し、自腹で楽譜を出版した。得意になっていたベルリオーズは総譜をゲーテに贈呈したが、ゲーテが知り合いの音楽家であるカール・フリードリヒ・ツェルターに楽譜を見せて意見を聞いたところ、ツェルターは曲そのものを否定。ゲーテも何となくそれに賛同したため（ゲーテは音楽方面の知識は素人よりやや上程度だったと言われる）、総譜はベルリオーズの元に返され、『ファウストからの八つの情景』はそのまま20年近く放置された。
1845年ベルリオーズの『ファウスト』へのが想いが再燃する。この頃、ベルリオーズはハンガリーやオーストリアを演奏旅行していたことから、『ファウスト』への関心が強まったのである。そして、長らく放置していた『ファウストからの八つの情景』を元に「劇的物語」と命名し、作曲を続けた。作曲の途中でハンガリー楽旅中に採りあげて喝采を浴びた「ラコッツィ行進曲」をどうしても使いたいという欲求が高まり、原作の設定のうち冒頭の部分をドイツからハンガリーへと変更した。

## 初演とその後
1846年12月、パリ・オペラ＝コミック座で初演された。しかしまったく観客がはいらず、わずか2回上演されるにとどまった。ベルリオーズは破産してロシアに逃れ、オペラ＝コミック座は大損害を被った。この作品が初めて喝采を浴びるようになったのはベルリオーズが亡くなってからの事であった。
日本初演は、1936年6月20日の東京音楽学校定期演奏会にて。指揮はクラウス・プリングスハイム。舞台形式では1951年11月28日、東京芸術大学歌劇研究部による文部省芸術祭公演・都民劇場公演。指揮は近衛秀麿。この間の1945年3月10日には、日本語訳での初演が東京交響楽団臨時公演で行われるはずだった。しかし、前日から当日にわたった東京大空襲により、御成門にあった練習所が総譜、楽器ごと焼失してしまった。

## 楽曲
作品中では「ラコッツィ行進曲」（ハンガリー行進曲）、「妖精の踊り」、「鬼火のメヌエット」の3曲は特に有名であり、しばしば独立して演奏される。

## 上演形式
通常はコンサートホールにおいてコンサート形式で演奏されるが、ベルリオーズの生誕200年を迎えた2003年前後からは欧米ではオペラ形式での上演が優勢になってきた。コンサート形式での上演は交響楽団による1回、もしくは2回の単発上演だが、歌劇場による舞台上演の場合、1シーズンに6回から10回程度繰り返され、評判が良ければ同じプロダクションで数年後に再演されるからである。この傾向はドイツやフランスでは顕著だが、歌劇場の少ない日本ではあまり当てはまらない。

## オーケストラと合唱の編成
- 木管楽器:フルート3（ピッコロ1持ち替え）、オーボエ2（コーラングレ1持ち替え）、クラリネット2、バス・クラリネット、バスーン4
- 金管楽器:ホルン4、トランペット2、ヴァルヴ式トランペット2、トロンボーン3、オフィクレイド、チューバ
- 打楽器:ティンパニ2対（奏者4）、大太鼓、タンブリン、シンバル、トライアングル、タムタム、鐘、
- その他:弦五部（最低で第1ヴァイオリン15、第2ヴァイオリン15、ヴィオラ10、チェロ10、コントラバス9、ハープ8～10
- 混声6部合唱（ソプラノ2部、テノール2部、バス2部）
- 児童合唱（ソプラノ2部）

## 登場人物
| 人物名             | 声域                | 役                                            | 初演時のキャスト 1846年 12月6日 指揮：ベルリオーズ |
| ------------------ | ------------------- | --------------------------------------------- | -------------------------------------------------- |
| ファウスト         | テノール            | 年老いた学者。 メフィストフェレスの力で若返る | ギュスターヴ=イポリット・ロジェ                    |
| メフィストフェレス | バリトン またはバス | 悪魔。 ファウストと魂をもらう契約を結ぶ       | レオナール・エルマン=レオン                        |
| マルグリート       | メゾソプラノ        | 村の若く美しい娘                              | オルタンス=デュフロ・メヤール                      |
| ブランデル         | バリトン            | 学生。                                        | アンリ                                             |

- 合唱：農民、学生、悪魔たち、兵士、天使達、その他
- バレエ団：精霊・妖精。

## 演奏時間
第1部：約17分、第2部：約50分、第3部：約40分、第4部：約36分。計約2時間23分。

## あらすじ

### 第1部
《第1場：ハンガリーの平原》ファウスト伝説やゲーテの原作にはない、ハンガリーの場面に始まる。ハンガリーの丘の上にたたずむファウストは、自然の美しさと孤独感に浸っている。季節は春、日が昇る時刻である。曲はフガートで始まり、やがて遠くのざわめき（「農夫たちのロンド」と「ハンガリー行進曲」のファンファーレの一部）が聞こえてくる。これは後に続く2つの場面を予告するものである。

《第2場：農夫たちのロンド》原曲は『ファウストからの八つの情景』の第2曲である。ファウストの耳には農民の歌や踊りが聞こえてくるが、ファウストの気分は沈んでいる。

《第3場：平原のもう一方のある場所》今度は軍隊が進んでくるのに出会う。遠くにはハンガリーの兵隊の行進（「ラコッツィ行進曲」）の音が聞こえてくるが、軍隊を見ても、ファウストは無関心なままである。

### 第2部

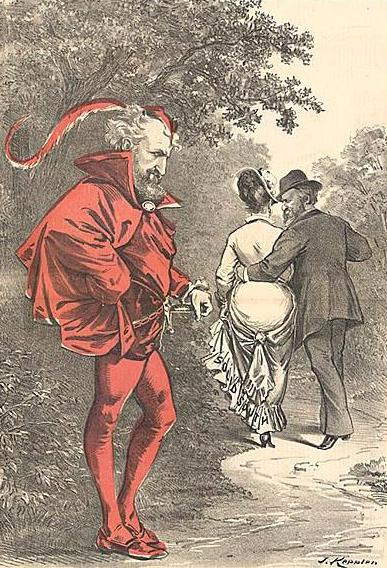
メフィストフェレス

《第4場：北ドイツ》ファウストは深く沈んだ気分で書斎にこもっている。第1部と同じようにフガートから始まるが、今回は短調で半音階的に進行する。ファウストは、絶望の果てに自殺を決意する。しかし、毒入りのカップを口に運んだとき、教会の鐘が鳴り、「復活祭の歌」が聞こえてくると、ファウストは再び生きる気力を取り戻す。この「復活祭の歌」は、もともと『ファウストのからの八つの情景』の第1曲に使われていたものである。

《第5場》突然、トロンボーンと木管楽器の音色に乗せて悪魔メフィストフェレスが現れる。この後、メフィストフェレスの音楽には必ずトロンボーンが使われる。メフィストフェレスはファウストに幸福と快楽を与えようともちかけ、外へと連れ出す。

《第6場：ライプツィヒのアウエルバッハの酒場》メフィストフェレスはファウストをライプツィヒのアウエルバッハ・ケラーという酒場（実在する）へと連れて行く。そこにいた酒飲みのブランデルは「ネズミの歌」をうたい、その主題をもとにフーガの大合唱（「アーメン・コーラス」）を仲間たちが歌う。続いてメフィストフェレスが「蚤の歌」を歌う。この２つの歌（「ネズミの歌」と「蚤の歌」）は、『ファウストからの八つの情景』の第4曲と第5曲をそのまま用いている。しかしファウストは気が滅入り他の場所はないのかとメフィストフェレスに要求する。

《第7場：エルベ河の河岸、林と草原》メフィストフェレスがアリア「ばらはこの夜、花開く」を歌う。このアリアに続いて、「地中の精たちと空気の精たちの合唱」となる。これは『ファウストからの八つの情景』の第3曲が原曲である。合唱によって眠りに誘われたファウストは、マルグリート（マルガリータ）という女性の夢を見る。やがて、「空気の精たちのバレエ」と入る。深い夢から「マルグリート!」と叫びながら目覚めたファウストに、メフィストフェレスは彼女のところへ連れて行こうとするが、途中で学生や兵隊の行進と一緒になる。

《第8場：フィナーレ》「兵士たちの合唱」（原曲は『ファウストからの八つの情景』の第7曲に出てくる。）と「学生たちの合唱」が歌われるが、その後、この2曲は対位法的に組み合わされてクライマックスとなる。

### 第3部
《第9場：小太鼓とラッパが帰営を告げる》帰営を告げる太鼓とトランペットが聞こえ、舞台裏の金管がそれに応える。ファウストとメフィストフェレスはマルグリートの家に侵入し、ファウストはアリアを歌う。

《第10場》メフィストフェレスはマルグリートが近づいてくることをファウストに知らせ、ファウストをカーテンの後ろに隠して去っていく。

《第11場》マルグリートが部屋に入ってきて、トゥーレ王の歌（原曲は『ファウストからの八つの情景』の第6曲）を歌う。マルグリートも夢の中でファウストに出会い、彼に恋している。

《第12場：霊の呼び出し》場面はマルグリートの家の前となる。メフィストフェレスは鬼火を召喚し、鬼火はマルグリートの周りで踊り始める（「鬼火のメヌエット」）。この「鬼火のメヌエット」は4分の3拍子のメヌエットのリズムで始まり、次第に速さを増して2分の2拍子の新しい旋律が出る。この旋律は、この後のメフィストフェレスの「セレナード」の旋律を速くしたものである。次の「セレナード」は、もともと『ファウストからの八つの情景』の終曲だったものである。

《第13場：フィナーレ》舞台はマルグリートの部屋に戻る。ファウストはマルグリートの前に姿を現す。すると、マルグリートはファウストのことを夢に見たと告白する。2人は愛の二重唱を歌う。

《第14場：三重唱と合唱》そここへメフィストフェレスが入ってきて、マルグリートの母親が町中の人を連れて近づいてきているからここを速やかに立ち去らなければならない、とファウストに告げる。ファウストはマルグリートに別れを告げて去る。

### 第4部

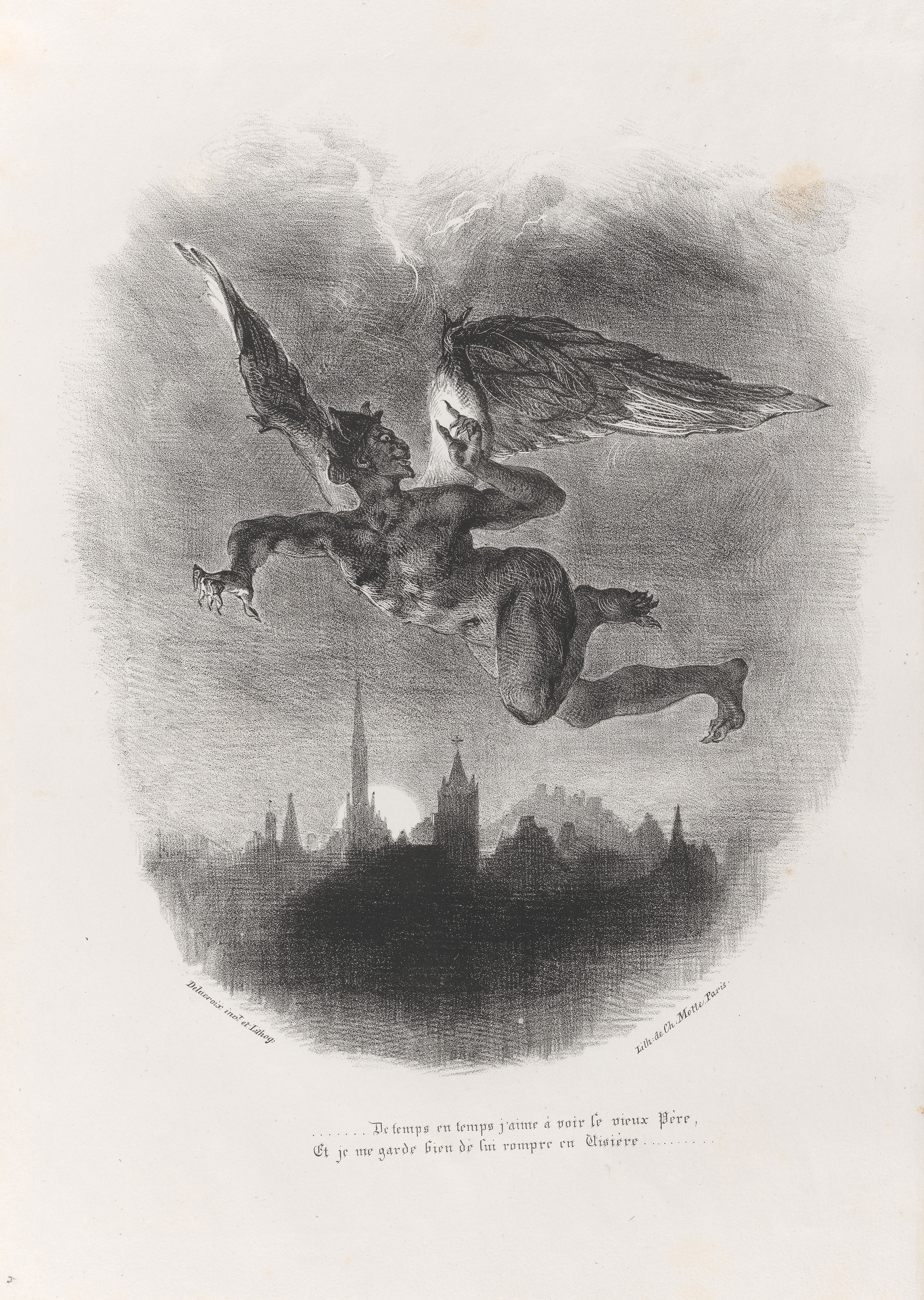
ヴィッテンベルグの空を飛ぶメフィストフェレス、ウジェーヌ・ドラクロワ によるリトグラフ

《第15場：ロマンス》マルグリートは家でファウストが帰ってくるのを待ちながら「ロマンス」（原曲は『ファウストからの八つの情景』の第7曲）を歌う。再び学生と兵士の行進に移るが、そこにファウストの姿はない。

《第16場：自然への祈り》場面は森と洞窟に移り、そこでファウストは「自然への祈り」を歌う。

《第17場：レチタティーヴォと狩り》メフィストフェレスが現れ、マルグリートが絞首刑になると告げる。マルグリートはファウストが訪れるときのために毎夜母親に眠り薬を飲ませ続け、ついに母親を殺してしまったというのである。ファウストは混乱したが、メフィストフェレスは、自分にはマルグリートを救うことができると説明した。ただしそれには、ファウストが自分自身の魂を放棄するという契約書にサインしなければならない。そして、ファウストはこの契約に応じる（そのとき、台詞は一瞬途絶え、打楽器が破滅の予感を示す音を演奏する）。メフィストフェレスは2頭の黒い馬を呼び、ファウストを乗せる。

《第18場：地獄への騎行》2頭の馬に乗ったファウストとメフィストフェレスは、地獄へと向かう。その途中で恐怖の場面が次々と現れる。彼らは急に止まり、鐘の音を耳にする。それはマルグリートの死刑が執行されるのが近いことを意味していた。そして、彼らはさらに速度を上げる。周りの風景はさらに恐ろしく奇怪なものへと変化してゆく。骸骨たちが列をなして踊り、天からは血の雨が降る。ついに二人は奈落の底へ落ちてゆく（なお、これは第1部と同様、原作とは話の筋が異なる）。

《第19場：地獄の首都》悪魔達はメフィストフェレスに対し、ファウストは本当に自ら魂を明け渡したのか尋ねる。メフィストフェレスはこれにうなずく。悪魔達は、メフィストフェレスの周りを踊りながら合唱を歌う。この合唱では、奇妙なシラブルを並べた「亡者の言語」が使われている。

### エピローグ
解説風の合唱が、地獄の恐ろしさや「恐怖の神秘」を歌う。そこへファウストの契約通り、贖罪されたマルグリートの魂が現れる。マルグリートは天使達の合唱に連れられて天国へと迎え入れられた。

## 主な舞台付き上演記録
- 1988年10月、ハンブルク州立歌劇場、ハンブルク州立歌劇場管弦楽団および合唱団、演出：ニコラス・レーンホフ、美術：スザーン・ピット、指揮：ゲルト・アルブレヒト、歌手：キース・ルイス（ファウスト）、フランツ・グルントヘーバー（メフィスト）、デロレス・ジーグラー（マルガリータ）、ハラルト・シュタム（ブランデル）。
- 1993年11月、バイエルン国立歌劇場、バイエルン国立歌劇場管弦楽団および合唱団、演出：トーマス・ラングホフ、指揮：ゲルト・アルブレヒト、歌手：トーマス・モーザー（ファウスト）、アラン・タイタス（メフィスト）、ジャンヌ・ピラン（マルガリータ）。
- 1999年8月、ザルツブルク音楽祭、フェルゼンライトシューレ、シュターツカペレ・ベルリンおよびオルフェオン・ドノスティアラ合唱団＆テルツ少年合唱団、演出：アレックス・オーレ、カルロス・パドリッサ演出(ラ・フラ・デルス・バウス)、指揮：シルヴァン・カンブルラン、歌手：ポール・グローヴス（ファウスト）、ウィラード・ホワイト（メフィスト）、ヴェッセリーナ・カサロヴァ（マルガリータ）、アンドレアス・マッコ（ブランデル）。このプロダクションはDVDとして発売された[8]。
- 1999年9月、サイトウ・キネン・フェスティバル松本、長野県松本文化会館、サイトウ・キネン・オーケストラおよび東京オペラシンガーズ＆SFK松本児童合唱団、演出：ロベール・ルパージュ、指揮：小澤征爾、歌手：ジュゼッペ・サバティーニ（ファウスト）、ジョゼ・ヴァン・ダム（メフィスト）、スーザン・グラハム（マルガリータ）、クレイトン・ブレイナード（ブランデル）、パリ・オペラ座との共同制作[9]。4日は松本城（野外コンサート）での上演[10]。
- 2001年6月、バスティーユ歌劇場、パリ・オペラ座管弦楽団＆合唱団、演出：ロベール・ルパージュ、指揮：小澤征爾、歌手：キース・ルイス（ファウスト）、ジョゼ・ヴァン・ダム（メフィスト）、ジェニファー・ラーモア（マルガリータ）、クレイトン・ブレイナード（ブランデル）、サイトウ・キネン・フェスティバル松本との共同制作[11]。
- 2002年6月、ブリュッセル、モネ劇場、モネ劇場交響楽団および合唱団、演出：ローラント・エシュリマン、指揮：アントニオ・パッパーノ、歌手：ヨナス・カウフマン（ファウスト）、ジョゼ・ヴァン・ダム（メフィスト）、スーザン・グラハム（マルガリータ）、ヘンリー・ウォディントン（ブランデル）[12]。
- 2003年7月、サンフランシスコ、ウォー・メモリアル・オペラ・ハウス、サンフランシスコ歌劇場管弦楽団および合唱団、演出：ユルゲン・ローズ、指揮：ドナルド・ラニクルズ、歌手：デイヴィッド・キューブラー（ファウスト）、クリスチン・ジークムンドソン（メフィスト）、アンゲラ・デノケ（マルガリータ）、グレゴリー・スタップ（ブランデル）。バイエルン国立歌劇場のプロダクションを基に再構築したもの[13]。
- 2004年5／6月、バスティーユ歌劇場、パリ・オペラ座管弦楽団＆合唱団、演出：ロベール・ルパージュ、指揮：マーク・エルダー、歌手：ポール・グローヴス（ファウスト）、サミュエル・レイミー（メフィスト）、ジェニファー・ラーモア（マルガリータ）、クリストフ・フル（ブランデル）、2001年のプロダクションの再演[14]。
- 2005年1月、ライプチッヒ歌劇場、ライプツィヒ・ゲヴァントハウス管弦楽団およびライプチッヒ歌劇場合唱団、制作：ダニエル・メスギィッシュ、指揮：イヴァン・アングエロフ、歌手：ロバート・シャフィン（ファウスト）、メトディー・ブジョル（メフィスト）、コルネリア・ヘルフリヒト（マルガリータ）、トゥオマス・プルシオ（ブランデル）。
- 2006年6月、バスティーユ歌劇場、パリ・オペラ座管弦楽団＆合唱団、演出：ロベール・ルパージュ、指揮：パトリック・ダヴァン、歌手：ジョルダーノ・サバティーニ（ファウスト）、ジョゼ・ヴァン・ダム（メフィスト）、ミシェル・デ・ヤング（マルガリータ）、クリストフ・フル（ブランデル）、2001年のプロダクションの再演[15]。
- 2007年12月9日、ゼンパー・オーパー、ドレスデン、シュターツカペレ・ドレスデンおよびゼクセン州立歌劇場合唱団、制作：キース・ワーナー、指揮：マルク・アルブレヒト、歌手：ジュゼッペ・サッバティーニ（ファウスト）、クルト・リドル（メフィスト）、アンケ・フォンドゥング（マルガリータ）、ミヒャエル・エダー（ブランデル）。
- 2008年11月、メトロポリタン歌劇場、メトロポリタン歌劇場＆合唱団、演出：ロベール・ルパージュ、指揮：ジェームズ・レヴァイン、歌手：ジュゼッペ・サッバティーニ（ファウスト）、ジョン・レライア（メフィスト）、スーザン・グラハム（マルガリータ）、パトリック・カルフィッチ（ブランデル）、サイトウ・キネン・フェスティバル松本とパリ・オペラ座との共同制作のプロダクションを基にメトロポリタン歌劇場が修正したもの。この上演は海外にライヴ・ビューイングで発信された。
- 2010年3月、シカゴ、ライアン・オペラ・センター、シカゴ・リリック・オペラ管弦楽団＆合唱団、制作：スティーヴン・ラングリッジ、指揮：アンドルー・デイヴィス、歌手：ポール・グローヴス（ファウスト）、ジョン・レライア（メフィスト）、スーザン・グラハム（マルガリータ）、クリスチャン・ヴァン・ホーン（ブランデル）。
- 2010年7月、 フランクフルト歌劇場、フランクフルト・ムゼウム管弦楽団およびフランクフルト歌劇場合唱団、演出：ハリー・クプファー、指揮：ジュリア・ジョーンズ、歌手：マシュー・ポレンザーニ（ファウスト）、アリス・コート（マルガリータ）、サイモン・ベイリー（メフィスト）、トルステン・グリュンベル（ブランデル）。
- 2011年6月、イングリッシュ・ナショナル・オペラ、演出：テリー・ギリアム、美術：ヒルデガルト・ベヒトラー、指揮：エドワード・ガードナー、歌手：ピーター・ホーレ（ファウスト）、クリスティーヌ・ライス（マルガリータ）、クリストファー・パーヴェス（メフィスト）、【ヒュー・マクドナルドの翻訳による英語での上演】。フランダース・オペラおよびテアトロ・マッシモとの共同制作。
- 2010年7月、東京二期会オペラ劇場公演、東京文化会館大ホール、東京フィルハーモニー交響楽団および二期会合唱団＆NHK東京児童合唱団、演出・振付：大島早紀子、指揮：ミシェル・プラッソン、歌手：福井敬/樋口達哉（ファウスト）、小森輝彦/泉良平（メフィスト）、林正子/小泉詠子（マルガリータ）、佐藤泰弘/北川辰彦（ブランデル）[16][17]。
- 2012年10月、アントワープ、フランダース・オペラ、演出：テリー・ギリアム、美術：ヒルデガルト・ベヒトラー、指揮：ドミトリー・ユルロフスキー、歌手：マイケル・スパイヤーズ（ファウスト）、マリア・リッカルダ・ウェッセリング（マルガリータ）、サイモン・ベイリー/ゲヴォルグ・グリゴルヤン（メフィスト）。イングリッシュ・ナショナル・オペラおよびテアトロ・マッシモとの共同制作。
- 2013年7月、フェスティヴァル・オペラ・ケベック、ケベック大劇場、ケベック交響楽団およびケベック歌劇場合唱団、演出：ロベール・ルパージュ、指揮：ジュゼッペ・グラチオーリ、歌手：ゴードン・ギエツ（ファウスト）、ジョン・レライア（メフィスト）、ジュリー・ブリアンヌ（マルガリータ）、アレクサンドル・シルベストル（ブランデル）[18]。
- 2013年10月、ルーアン芸術劇場、ルーアン歌劇場管弦楽団および合唱団、演出：フレデリック・ロエル、美術：ブリュノ・ドゥ・ラヴェネール、指揮：ニコラ・クリューガー、歌手：エリック・フェントン（ファウスト）、フィリップ・ルイヨン（メフィスト）、マリー・ゴトロ（マルガリータ）、アラン・エリオ（ブランデル）。リモージュ歌劇場との共同制作。
- 2013年11月から2014年1月にかけて、シュトゥットガルト州立歌劇場、シュトゥットガルト州立歌劇場管弦楽団および合唱団、演出：アンドレア・モーゼス、指揮：クワメ・ライアン、歌手：マチアス・クリンク（ファウスト）、サイモン・ベイリー/ロバート・ヘイワード（メフィスト）、マリア・リッカルダ・ウェッセリング/アナイク・モレル（マルガリータ）、マーク・ムンキトリック（ブランデル）。
- 2014年2月から6月にかけて、ベルリン・ドイツ・オペラ管弦楽団＆合唱団、演出：クリスチャン・シュプック、指揮：ドナルド・ラニクルズ、歌手：クラウス・フロリアン・フォークト/マシュー・ポレンザーニ（ファウスト）、サミュエル・ヨウン/イルデブランド・ダルカンジェロ/ミルコ・パラッチ（メフィスト）、クレモンティーヌ・マルゲーヌ/エリーナ・ガランチャ（マルガリータ）、トビアス・ケーラー/マルコ・ミニカ（ブランデル）。2015年5月にジャック・ラコンブの指揮で再演。
- 2014年6月、バーゼル劇場、バーゼル交響楽団およびバーゼル歌劇場合唱団、制作：アルパート・シリング、指揮：エンリコ・デランボワイエ/ジュリアーノ・ベッタ、歌手：ロルフ・ロメイ/マルク・ラオ（ファウスト）、ヴェルナー・フォン・メケレン/アンドリュー・マーフィー（メフィスト）、ソレン・ラヴァナント・リンケ（マルガリータ）、ナタリー・ミットレバッハ（天使の声）。
- 2015年4月/5月/6月、マンハイム 国民劇場、マンハイム国民劇場管弦楽団および合唱団、演出：ヴァシリー・バルカトフ、指揮：アロイス・セイドルマイヤー、歌手：マルチン・ムエーレ/イヴ・セレンス（ファウスト）、トーマス・イェザトコ/カルステン・メヴェス（メフィスト）、マリー・ベル・サンディ/ドロットヤ・ラング（マルガリータ）、ジョン・イン・エイシェン/スン・ハ（ブランデル）、エステル・クルーガー（天使の声）[19]。
- 2015年10月、リヨン歌劇場、リヨン歌劇場管弦楽団および合唱団、演出：デーヴィッド・マートン、指揮：大野和士/フィリップ・フォルジェ、歌手：チャールズ・ワークマン（ファウスト）、ローラン・ナウリ（メフィスト）、ケイト・アルドリッチ（マルガリータ）、ルネ・シレール（ブランデル）[20]。
- 2015年12月、パリ・オペラ座バスティーユ歌劇場、演奏：パリ・オペラ座管弦楽団および合唱団、アルヴィス・ヘルマニス、指揮：フィリップ・ジョルダン、歌手：ヨナス・カウフマン/ブライアン・イーメル（ファウスト）、ソフィー・コッシュ（マルガリータ）、ブリン・ターフェル（メフィスト）、エドウィン・クロスリー＝マーサー（ブランデル）、ソフィー・クレス（天使の声）[21]。
- 2016年4/10月2017年5/6月、モスクワ、ボリショイ劇場、ボリショイ劇場管弦楽団および合唱団、演出：ペーター・シュタイン、指揮：トゥガン・ソヒエフ、歌手：アルトゥーロ・チャコン＝クルス/マルク・ラオほか（ファウスト）、ディミトリ・ベロセルスキーほか（メフィスト）、クセニア・デュドニコワほか（マルガリータ）、ニコライ・カザンスキーほか（ブランデル）[22]。
- 2017年1/2月、リエージュ、ワロニー王立歌劇場（フランス語版）、ワロニー王立歌劇場管弦楽団および合唱団、演出：ルッジェーロ・ライモンディ、指揮：パトリック・ダヴァン、歌手：マルク・ラオ（ファウスト）、イルデブランド・ダルカンジェロ（メフィスト）、ニーノ・スルグラーゼ（マルガリータ）、ローラン・クブラ（ブランデル）[23]。
- 2017年5/6月、ベルリン、ベルリン国立歌劇場、シュターツカペレ・ベルリンおよびベルリン国立歌劇場合唱団、演出：テリー・ギリアム、指揮：サイモン・ラットル、歌手：チャールズ・カストロノヴォ（ファウスト）、フローリアン・ベッシュ（メフィスト）、マグダレーナ・コジェナー（マルガリータ）、ヤン・マルティニク（ブランデル）[24]。
- 2017年9月、アンジェ、ナント、アンジェ=ナント歌劇場、フランス国立ロワール管弦楽団およびディジョン歌劇場合唱団ほか、演出：モーシュ・ライザー／パトリス・コーリエ、指揮：パスカル・ロフェ、歌手：マイケル・スパイアーズ（ファウスト）、ロラン・アルヴァロ（メフィスト）、カトリーヌ・ユノルド（マルガリータ）、ベルトラン・ボントゥー（ブランデル）[25]。
- 2017年12月 ローマ・ローマ劇場、ローマ劇場管弦楽団および合唱団、　演出：ダミアーノ・ミキエレット、指揮：ダニエレ・ガッティ、歌手：パーヴェル・チェルノック（ファウスト）、アレックス・エスポージト（メフィスト）、ヴェロニカ・シメオニ（マルガリータ）、ゴラン・ジュリック（ブランデル）。トリノ レージョ劇場及びヴァレンシア・ソフィア王妃芸術宮殿（2018年6月）との共同制作[26]。

## 主な全曲録音・録画（原語）
| 年   | 配役 ファウスト マルグリート メフィストフェレス ブランデル                                                    | 指揮者 管弦楽団 合唱団 | レーベル                                                       |
| ---- | --- | --- | -------------------------------------------------------------- |
| 1931 | ジョゼ・ド・トレヴィ ミレイユ・ベルトン シャルル・パンゼラ ルイ・モルチュリエ                                 | ピエロ・コッポラ コンセール・パドルー サン＝ジェルヴェ合唱団                                                                                    | （オリジナル：フランスHMV）                                    |
| 1954 | デイヴィッド・ポレリ シュザンヌ・ダンコ マルシアル・サンゲル ドナルド・グラム                                 | シャルル・ミュンシュ ボストン交響楽団 ラドクリフ合唱協会 ハーヴァード・グリー・クラブ                                                           | CD: BMG ASIN: B000K2QKTI                                       |
| 1959 | リシャール・ヴェロー コンスエロ・ルビオ ミシェル・ルー ピエール・モレ                                         | イーゴリ・マルケヴィチ コンセール・ラムルー管弦楽団 エリザベート・ブラスール合唱団                                                              | CD: Deutsche Grammophon ASIN: B000GALEHM                       |
| 1962 | アンドレ・テュール レジーヌ・クレスパン ミシェル・ルー ジョン・シャーリー＝カーク                             | ピエール・モントゥー ロンドン交響楽団 ロンドン交響合唱団                                                                                        | CD: BBC ASIN: B000026APA                                       |
| 1969 | ニコライ・ゲッダ ジャネット・ベイカー ガブリエル･バキエ ピエール・トウ                                        | ジョルジュ・プレートル パリ管弦楽団 パリ管弦楽団合唱団                                                                                          | CD:EMI ASIN: B000NPCMEE                                        |
| 1973 | ニコライ・ゲッダ ジョセフィーヌ・ヴィージー ジュール・バスタン リチャード・ヴァン・アラン                     | コリン・デイヴィス ロンドン交響楽団 アンブロジアン・オペラ・コーラス                                                                            | CD: Philips ASIN: B00000E35N                                   |
| 1973 | スチュアート・バロウズ エディット・マティス ドナルド・マッキンタイア トマス・ポール                           | 小澤征爾 ボストン交響楽団 タングルウッド音楽祭合唱団                                                                                            | CD: Deutsche Grammophon ASIN: B00PG3UJUC                       |
| 1978 | プラシド・ドミンゴ イヴォンヌ・ミントン ディートリヒ・フィッシャー＝ディースカウ ジュール・バスタン           | ダニエル・バレンボイム パリ管弦楽団 パリ管弦楽団合唱団                                                                                          | CD: Deutsche Grammophon ASIN: B00007JRH3                       |
| 1981 | ケネス・リーゲル フレデリカ・フォン・シュターデ ジョセ・ヴァン・ダム マルコム・キング                         | ゲオルグ・ショルティ シカゴ交響楽団 シカゴ交響合唱団 グレン・エリン児童合唱団                                                                   | CD: DECCA ASIN: B000LZ550O                                     |
| 1987 | マイケル・マイヤーズ アンネ・ゾフィー・フォン・オッター ジャン=フィリップ・ラフォン ルネ・シレール            | ジョン・エリオット・ガーディナー リヨン国立歌劇場管弦楽団 エディンバラ祝祭合唱団                                                                | CD: Philipps ASIN: B00C2M0RWA                                  |
| 1989 | デーネシュ・グヤーシュ マリア・ユーイング ロバート・ロイド マンフレート・フォルツ                             | エリアフ・インバル フランクフルト放送交響楽団 ケルン放送合唱団 ハンブルク北ドイツ放送合唱団 シュトゥットガルト・ジュートフンク合唱団            | CD: デンオン ASIN: B000XQ9J58                                  |
| 1989 | キース・ルイス アンネ・ソフィー・フォン・オッター ジョセ・ヴァン・ダム ピーター・ローズ                       | ゲオルグ・ショルティ シカゴ交響楽団 シカゴ交響合唱団                                                                                            | DVD: Arthaus Musik ASIN: B019CVFX36 演奏会形式                 |
| 1990 | キース・オルセン ジェニファー・ラーモア デイヴィッ ド・ウィルソン=ジョンソン フーベルト・クラセンス           | ギュンター・ノイホルト ロイヤル・フランダース・フィルハーモニー管弦楽団 デュッセルドルフ市立楽友合唱団                                          | CD: Bayer ASIN: B000004471                                     |
| 1992 | リチャード・リーチ フランソワーズ・ポレ ジル・カシュマイユ ミッシェル・フィリップ                             | シャルル・デュトワ モントリオール交響楽団 モントリオール交響合唱団                                                                              | CD: DECCA ASIN: B00000427E                                     |
| 1994 | トマス・モーザー スーザン・グラハム ジョゼ・ヴァン・ダム フレデリク・カトン                                   | ケント・ナガノ リヨン国立歌劇場管弦楽団 リヨン国立歌劇場合唱団                                                                                  | CD: ERATO ASIN: B00005HHA2                                     |
| 1996 | デイヴィッド・キューブラー ベアトリス・ユリア＝モンゾン フランツ・グルンドヘーバー デニス・セドフ             | ガリー・ベルティーニ イスラエル・フィルハーモニー管弦楽団 クルージュ・トランシルヴァニア国立フィルハーモニー合唱団                              | CD: Helicon Ipo ASIN: B00694VOB0                               |
| 1996 | キース・ルイス アンネ・ソフィー・フォン・オッター ブリン・ターフェル ヴィクター・フォン・ハーレム             | チョン・ミョンフン フィルハーモニア管弦楽団 フィルハーモニア合唱団                                                                              | CD: Deutsche Grammophon ASIN: B000009ON4                       |
| 1999 | ポール・グローヴズ ヴェッセリーナ・カサロヴァ ウィラード・ホワイト アンドレアス・マッコ                       | シルヴァン・カンブルラン ベルリン国立歌劇場管弦楽団 オルフェオン・ドノスティアラ テルツ少年合唱団 演出：カルルス・パドリッサ アレックス・オーレ | DVD: Naxos ASIN: B000BDJ818 1999年のザルツブルク音楽祭での上演 |
| 1999 | ヴィンソン・コール シャルロッテ・マルギオーノ トーマス・クヴァストホフ ヤコ・フイペン                         | ベルナルド・ハイティンク オランダ放送フィルハーモニー管弦楽団 オランダ放送合唱団                                                                | CD: Challenge Classics ASIN: B004QRUME2                        |
| 2000 | ジュゼッペ・サバティーニ エンケレージャ・シュコーサ ミケーレ･ペルトゥージ デイヴィッド・ウィルソン=ジョンソン | コリン・デイヴィス ロンドン交響楽団 ロンドン交響合唱団                                                                                          | CD: LSO Live ASIN: B000063DQ9                                  |
| 2003 | マイケル・マイヤーズ マリー・アンジュ・トドロヴィチ アラン・ヴェルヌ ルネ・シレール                           | ジャン＝クロード・カサドシュ リール国立管弦楽団 スロヴァキア・フィルハーモニー合唱団                                                            | CD: Naxos ASIN: B000FPWZTO                                     |
| 2017 | ブライアン・イーメル カレン・カーギル クリストファー・パーブス ガボール・ブレッツ                             | サイモン・ラトル ロンドン交響楽団 ロンドン交響合唱団 ティッフィン少年・少女合唱団 ディッフィン児童合唱団                                        | CD: LSO Live ASIN: B00005Y2J                                   |